# 岡山県道447号粟谷美甘線
岡山県道447号粟谷美甘線（おかやまけんどう447ごう あわだにみかもせん）は、岡山県真庭市を通る一般県道である。

## 概要
真庭市粟谷と真庭市美甘を結ぶ。

### 路線データ
- 起点：真庭市粟谷（岡山県道322号中福田湯原線交点）
- 終点：真庭市美甘（国道181号交点）
- 総延長：11.6 km
- 冬期閉鎖区間および閉鎖期間：真庭市粟谷 - 真庭市鉄山（かねやま）間（3.3 km、12月15日 - 翌年3月31日）

## 歴史
- 1974年（昭和49年）3月26日 - 岡山県告示第269号により認定される。
- 2005年（平成17年）3月31日 - 新庄村を除く真庭郡に属する町村と上房郡北房町が対等合併して真庭市が発足したことに伴い全線が真庭市域のみを通る路線になり、併せて起終点の地名表記が変更される。

## 地理

### 通過する自治体
- 真庭市

### 交差する道路
| 交差する道路              | 交差する場所 | 交差する場所 |
| ------------------------- | ------------ | ------------ |
| 岡山県道322号中福田湯原線 | 粟谷         | 起点         |
| 国道181号                 | 美甘         | 終点         |

### 沿線
- 真庭市立美甘小学校（終点付近）